# Teenage Mutant Ninja Turtles II: The Secret of the Ooze
Teenage Mutant Ninja Turtles II: The Secret of the Ooze (oversat direkte fra titlen til dansk: Teenage Mutant Ninja Turtles II: Gåden om det grønne slam) er den anden af tre spillefilm med Teenage Mutant Ninja Turtles. Den blev lanceret af New Line Cinema i 1991.
Filmen er lysnet lidt op i forhold til Teenage Mutant Ninja Turtles. Mest påfaldende er paddernes brug af våben minimeret, og kun Donatello bruger sin i kamp. De andre bruger, hvad der aktuelt er for hånden.
Et par ting kom ikke med i filmen. Det var tanken, at Bebop og Rocksteady fra tegnefilmserien fra 1987 skulle være med, men det ønskede Kevin Eastman og Peter Laird, der skabte padderne ikke, så de skabte i stedet Tokka og Rahzar som et kompromis. Det var også tanken, at Professor Jordon Perry skulle vise sig at være en utrom (de rumvæsener, der skabte mutagenet i Eastman og Lairds oprindelige tegneserier fra 1984), men det blev droppet af økonomiske årsager, og fordi han kunne forveksles med Krang fra tegnefilmserien. Idet utrom-rumvæsenerne ikke længere var med i historien og derfor heller ikke ledte det firma, der stod bag mutagenet, blev firmaets navn også ændret fra Techno-Cosmic Research Industries (T.C.R.I.) til Techno-Global Research Industries (T.G.R.I.), og det var i stedet en menneskeskabt miljømæssig ulykke.

## Plot
I New York City opdager et ungt pizzabud ved navn Keno ved et uheld nogle røvere på sin rute, som er ifærd med at plyndre et minimarked, og prøver at stoppe dem. Idet han er et potentielt vidne til deres forbrydelse, angriber røverne Keno, som viser sig at være en dygtig kampkusntudøver, men han bliver kort efter overmandet af oddsene før de fire teenage mutant ninja-skildpadder (eller "Teenage Mutant Ninja Turtles") dukker op. De forsvinder efter at have reddet Keno, og da Keno vender tilbage til butikken efter at have ringet til politiet har de bundet alle røverne og taget den pizza, han var ved at levere, men efterlod pengene for den til ham.
Leonardo, Donatello, Michelangelo og Raphael, sammen med deres mester, Splinter, bor for tiden sammen med April O'Neil, mens de ser efter et nyt sted, hvor de kan bo efter deres sidste eventyrs begivenheder. Splinter ønsker, at de skal forblive i skyggerne, mens Raphael synes, de burde leve i det åbne. På en skrotplads, hvor resterne af Fodklanen og Shredders næstkommanderende, Tatsu, gemmer sig, bliver de mødt af deres herre, som er blevet vansiret af sit tidligere nederlag, men ikke død som de først havde troet.
April interviewer professor Jordan Perry fra Techno-Global Research Industries (T.G.R.I.) om en mulig lækage af giftigt affald. Han forsikrer hende om, at alt er i orden, men samtidig opdager deres videnskabsmænd mælkebøtter, som er blevet muteret af lækagen og vokset til kæmpestørrelse. Freddy, en spion for Fodklanen, der udgiver sig for at være Aprils kameramand, opdager dette og rapporterer det til sin herre, som beslutter sig for at få Perry afhørt. Tilbage i Aprils lejlighed afslører Splinter for hende og skildpadderne, at mutagenbeholderen (kaldet "Ooze" eller "Slam" af skildpadderne), som muterede dem til deres nuværende tilstand 15 år tidligere, blev skabt af T.G.R.I., ved at vise dem den knuste beholder, som han har gemt i alle de år. Når han samler beholderens to dele, kan man se logoet for T.G.R.I. på glasset. På baggrund af dette beslutter skildpadderne også at opsøge professor Perry. Fodklanen kommer først til Perry og bortfører ham og redder den sidste hætteglasbeholder med slam i processen. Skildpadderne forsøger at få beholderen tilbage, men mislykkes i sidste ende. Bagefter kommer Keno ind i Aprils lejlighed under dække af at levere pizza og opdager Splinter og skildpadderne.
I Shredders skjulested bliver Perry tvunget til at bruge det resterende slam på en ulv og en snapskildpadde, som muterer til de to kæmpeuhyrer Tokka og Rahzar. Eftersom Fodklanen igen udgør en overhængende trussel mod Aprils sikkerhed, begynder skildpadderne aktivt at lede efter et nyt hjem. Efter et skænderi med Leonardo bryder Raphael med gruppen, mens Michelangelo opdager en forladt metrostation og anser den for et perfekt gemmested. Raphael og Keno trodser Splinters ordrer og implanterer Keno i Fodklanen for at finde deres skjulested. De bliver dog fanget, og mens Keno formår at flygte forbliver Raphael i fangenskab. Keno skynder sig hjem til April for at advare de andre. Da de kommer til skrotpladsen, bliver de overfaldet af Shredder og Fodklanen. Splinter redder gruppen med en bue og pil, men forsvinder, da de står over for Tokka og Rahzar, som viser sig for stærke til at besejre. Donatello finder en bundet og kneblet Perry efter at være blevet smidt ind i en bygning af Tokka, og de fem tager et taktisk tilbagetog. Da Perry er kommet til sig selv i deres skjulested, forklarer Perry, at skabelsen af slammet var en ulykke, hvilket gjorde Donatello, Leonardo og Raphael nedslående, som så et højere formål med deres eksistens.
Shredder slipper Tokka og Rahzar løs i et nærliggende kvarter for at forårsage skade. Dagen efter sender Freddy en besked til April om, at Tokka og Rahzar vil blive løsladt i Central Park, hvis skildpadderne ikke møder Fodklanen på byggepladsen. Perry udvikler en modgift mod mutationerne, og da de konfronterer de to, narrer Leonardo og Michelangelo Tokka og Rahzar til at spise den. De opdager tricket og angriber brutalt og kaster Raphael ind i en offentlig danseklub, hvor Vanilla Ice optræder. En stor kamp opstår blandt hundredvis af vidner, og til sidst forvandler skildpadderne Tokka og Rahzar til deres naturlige tilstand, efter Perry og Donnatello finder ud af, at de blot skal få dem til at indtage kuldioxid for at katalysere modgiftens effekt. Skildpadderne kæmper med Shredder på kajen. Efter at have spist det sidste af væsken er han muteret til en "Super Shredder", hvilket gør ham større og stærkere end før. Under kampen, som er kortvarig, ødelægger Shredder de træpiller, der holder dokken op og får den til at kollapse på ham selv og slår dermed sig selv ihjel.
I en pressemeddelelse læser April et notat fra Perry, hvor han takker skildpadderne for at redde ham. Da de vender hjem, nægter skildpadderne at blive set af menneskene, men Splinter holder aftenens avis op, hvorpå de er forsidenyheder. Han beordrer derefter de fire til at lave 10 flips som straf og råber "Og husk, go ninja, go ninja go!", hvilket er omkvæddet i den sang, som Vanilla Ice improviserede under skildpaddernes kamp mod Fodklanen i danseklubben.

## Bag og foran kameraet

### Crew
- Producent: Thomas K. Gary, Kim Dawson og David Chan
- Manuskript: Todd Langen
- Instruktør: Michael Pressman

### Medvirkende
- Paige Turco – April O'Neil
- David Warner – Professor Jordon Perry
- Michelan Sisti – Michaelangelo
- Leif Tilden – Donatello
- Kenn Troum – Raphael
- Mark Caso – Leonardo
- Kevin Clash – Splinter
- Ernie Reyes Jr. – Keno
- Francois Chau – Shredder
- Toshishiro Obata – Tatsu
- Raymond Serra – Chief Sterns
- Mark Ginther – Rahzar
- Kurt Bryant – Tokka
- Kevin Nash – Super Shredder

### Stemmer
- Adam Carl – Donatello
- Brian Tochi – Leonardo
- Robbie Rist – Michaelangelo
- Laurie Faso – Raphael
- Kevin Clash – Splinter
- David McCharen – Shredder
- Michael McConnohie – Tatsu
- Frank Welker – Tokka og Rahzar

## Trivia
- Filmen er dedikeret til Jim Henson.
- Den nedlagte undergrundsstation er baseret på en rigtig en, City Hall Station.